# Casperia
Casperia ist eine Gemeinde in der Provinz Rieti in der italienischen Region Latium mit 1190 Einwohnern (Stand 31. Dezember 2023). Sie liegt 63 km nördlich von Rom und 37 km südwestlich von Rieti.
Der Ort hieß bis 1947 Aspra Sabina.

## Geographie
Casperia liegt auf einem Hügel in den Sabiner Bergen. Zur Gemeinde gehören die Ortsteile Paranzano, Santa Maria in Legarano und San Vito.
Casperia ist Mitglied der Comunità Montana Sabina. Es trägt die Bandiera Arancione ein Qualitätssiegel im Bereich Tourismus und Umwelt des TCI.
Die Nachbarorte sind Cantalupo in Sabina, Contigliano, Montasola, Rieti, Roccantica, Selci und Torri in Sabina.

## Geschichte
Der Tradition nach war das antike Casperia die älteste Stadt der Sabiner, die wahrscheinlich im Gebiet der heutigen Gemeinde lag; dies ist jedoch nur eine Legende. Der mittelalterliche Ort Aspra wurde erstmals 1109 schriftlich erwähnt und erklärte sich 1189 zur Freien Kommune. 1278 wurde Aspra päpstlich und unterstellte sich 1378 der Gemeinde Rom. Im Jahre 1401 kam sie dann an die Adelsfamilie Savelli. Eine Belagerung durch die päpstlichen Truppen im Jahre 1461 konnte Casperia unbeschadet überstehen. 1592 ließ Papst Clemens VIII. den Ort konfiszieren, weil er Troilo Savelli gehörte, der als Rebell angesehen wurde. Seitdem war er dauerndes Besitztum der Camera Apostolica, bis er 1860 zum italienischen Nationalstaat gelangte.

## Bevölkerungsentwicklung
| Jahr      | 1861 | 1881 | 1901 | 1921 | 1936 | 1951 | 1971 | 1991 | 2001 |
| Einwohner | 1376 | 1436 | 1680 | 1720 | 1722 | 1639 | 1145 | 1032 | 1081 |

Quelle: ISTAT

## Politik
Marco Cossu (Lista Civica: Sìamo Casperia) ist seit der Wahl vom 26. Mai 2019 der Bürgermeister.

## Sehenswürdigkeiten
- Die Kirche Santa Maria Annunziata steht unterhalb des Borgo und ist ein Bau des Barock. Sie hat den Grundriss eines griechischen Kreuzes mit Altären in den Kapellen, darunter eine Verkündigung Mariens des Malers Sassoferrato aus Ancona.
- Die Pfarrkirche San Giovanni Battista ist zu beträchtlichen Teilen eine Erneuerung des Jahres 1934. Daher sind die Fassade und der Oberteil des Glockenturms als dubitativ zu betrachten.
- Der Palazzo Bruschi-Forani war der Sitz der jeweiligen Besitzerfamilien und zeigt noch deutliche Merkmale der Orsini, so zwei kleine Bären als Halter des Wappens zu den Seiten des Portals.
- Die im Norden außerhalb des Ortes gelegene Kirche Santa Maria di Legarano ist ein Renaissancebau. Sie beherbergte früher einen Konvent der Gesuati, die 1668 aufgelöst wurden. Seitdem ist der Komplex im Privatbesitz und besitzt eine Loggia aus drei Arkaden im Vorbau der Kirche. Das Innere zeigt Gemälde der Frührenaissancekünstler Bartolomeo und Alessandro Torresani aus Verona sowie aus der Werkstatt des Antoniazzo Romano. In einer Nische ist die Sitzstatue der Maria Levapene untergebracht, die vor Sündenstrafen schützen soll; sie ist bemalt. Im Gewölbe ist Christus als Lehrer dargestellt, der die Menschen segnet.